# Himertosoma retuliger
Himertosoma retuliger là một loài tò vò trong họ Ichneumonidae.